# 楊蔭深
杨荫深（1908年3月29日—1989年），原名杨德恩，字泽夫，浙江鄞县人，名编辑、中国民俗和文学史专家。

## 生平
早年就读浙江省第四中学，组织飞蛾社，出版《飞蛾》。1926至1928年在上海美术专科学校绘画科读书，同时还在上海民新电影专门学校学习电影技术。
美专毕业后任中学教员数年。1932年担任汉文正楷印书局编辑，负责主编了《汉文小丛书》、《活页本当代名家小说选》等。1935年供职商务印书馆编译所，编辑了《高中国文课本》、《职业学校高级国文教科书》、《职业学校初级国文教科书》等。抗日战争期间在上海参加修订《辞源》。1945年后参加编写《辞源改编本》及《四角号码新词典》。
1949年以后，先后在商务印书馆、四联出版社、上海文化出版社任编辑。1958年任中华书局辞海编辑所文艺编辑组组长，辞海编辑委员会委员。后任上海辞书出版社编审等职，参与了《汉语小词典》、《中国戏曲曲艺词典》的编写。
曾担任上海市第二至第六届政协委员，中国民间文艺研究会委员，上海市文联委员，中国俗文学学会顾问，上海辞书学会理事。

## 著作
著作有《一陣狂風》（1926）、《高適與岑參》（1936）、王維與孟浩然》（1936）、《中國游藝研究》（1946）、《居住交通》（1946）、《飲料食品》（1946）、《古今名人遊記選》（1947）、《中國文學史大綱》（1947）、《中國學術家列傳》（1948）、《中国民间文学概说》、《中国俗文学概论》、《隋唐五代文学编年长编》、《新词典》、《事物掌故丛谈》、《五代文学》、《细说万物由来》、《中國古代遊藝研究》 等。